# Поліфосфати

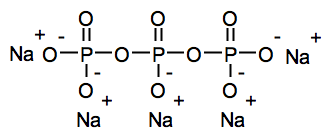
Структура трифосфату натрію

По́ліфосфа́ти — полімери фосфатів, ланцюжок яких проходить між іншими хімічними групами.
Фосфатні зв'язки — зазвичай високоенергетичі ковалентні зв'язки, що означає, що енергія виділяється при руйнуванні цих зв'язків мимовільно або в результаті ферментативного каталізу. Часто клас поліфосфатів дещо звужують, включаючи тільки речовини з формулою
M'-O-[P(OM')(O)-O]n-M' (де M' — будь-який метал)
Приклади звичайних поліфосфатів включають натрій трифосфат (Na5P3O10)n та високополімерні неорганічні поліфосфати. У широкому розумінні терміна до них відносять і аденозинтрифосфат (АТФ) — полімер з трьома фосфатними групами, та нуклеїнові кислоти.